# Metzgeria minor
Metzgeria minor là một loài Rêu trong họ Metzgeriaceae. Loài này được (Schiffner) Kuwah. mô tả khoa học đầu tiên năm 1978.